# Renicola buchanani
Renicola buchanani är en plattmaskart. Renicola buchanani ingår i släktet Renicola och familjen Renicolidae. Inga underarter finns listade i Catalogue of Life.